# Thai Air Cargo
Thai Air Cargo (T2 Cargo), là một hãng hàng không vận chuyển hàng hóa có trụ sở tại Bangkok, Thái Lan.

## Lịch sử
Thai Air Cargo được thành lập vào tháng 12 năm 2004, là liên doanh giữa Công ty Thương mại Vận tải Quốc tế Thái Lan hay Tổ chức ITC (51%) và hãng hàng không Qantas của Australia (49%).
Thai Air Cargo là có mục tiêu đầu tư ban đầu thị trường Nhật Bản, Trung Quốc, Ấn Độ và châu Âu
Năm 2005, công ty thông báo là thuê máy bay McDonnell Douglas MD-11 của World Airways.
Tuy nhiên, vào năm 2006, Cục Hàng không dân Thái Lan cho biết họ đã rút giấy phép các tàu bay chở hàng, và có vẻ như hãng hàng không này đã rút khỏi kinh doanh.